# Transports en commun de Redon Agglomération
RED est le nom commercial du réseau de transport collectif desservant Redon et son agglomération. Il sera mis en service le 1er septembre 2025.

## Lignes du réseau

### Lignes
| Ligne | Caractéristiques | Caractéristiques                                                            | Caractéristiques                                                            | Caractéristiques                                                            | Caractéristiques                                                            | Caractéristiques                                                            | Caractéristiques                                                            | Caractéristiques                                                            | Caractéristiques                                                            |
| A     | Cap Ouest - Allaire ⥋ Mairie - Sainte-Marie                                                                             | Cap Ouest - Allaire ⥋ Mairie - Sainte-Marie                                 | Cap Ouest - Allaire ⥋ Mairie - Sainte-Marie                                 | Cap Ouest - Allaire ⥋ Mairie - Sainte-Marie                                 | Cap Ouest - Allaire ⥋ Mairie - Sainte-Marie                                 | Cap Ouest - Allaire ⥋ Mairie - Sainte-Marie                                 | Cap Ouest - Allaire ⥋ Mairie - Sainte-Marie                                 | Cap Ouest - Allaire ⥋ Mairie - Sainte-Marie                                 | Cap Ouest - Allaire ⥋ Mairie - Sainte-Marie                                 |
| ----- | --- | --------------------------------------------------------------------------- | --------------------------------------------------------------------------- | --------------------------------------------------------------------------- | --------------------------------------------------------------------------- | --------------------------------------------------------------------------- | --------------------------------------------------------------------------- | --------------------------------------------------------------------------- | --------------------------------------------------------------------------- |
| A     | Ouverture / Fermeture 1er septembre 2025 / —                                                                            | Longueur —                                                                  | Durée 55 min                                                                | Nb. d’arrêts 32                                                             | Matériel Standards                                                          | Jours de fonctionnement L, Ma, Me, J, V, S                                  | Jour / Soir / Nuit / Fêtes O / O / N / N                                    | Voy. / an —                                                                 | Exploitant —                                                                |
| A     | Desserte : - Ville et lieux desservis : Allaire, Saint-Jean-la-Poterie, Redon, Sainte-Marie - Gares desservies : Redon. |                                                                             |                                                                             |                                                                             |                                                                             |                                                                             |                                                                             |                                                                             |                                                                             |
| A     | Autre : |                                                                             |                                                                             |                                                                             |                                                                             |                                                                             |                                                                             |                                                                             |                                                                             |
| A     | Dernière actualisation : —                                                                                              |                                                                             |                                                                             |                                                                             |                                                                             |                                                                             |                                                                             |                                                                             |                                                                             |
| B     | PA des Bauches - Saint-Nicolas-de-Redon ⥋ Place de l'Église - Saint-Perreux                                             | PA des Bauches - Saint-Nicolas-de-Redon ⥋ Place de l'Église - Saint-Perreux | PA des Bauches - Saint-Nicolas-de-Redon ⥋ Place de l'Église - Saint-Perreux | PA des Bauches - Saint-Nicolas-de-Redon ⥋ Place de l'Église - Saint-Perreux | PA des Bauches - Saint-Nicolas-de-Redon ⥋ Place de l'Église - Saint-Perreux | PA des Bauches - Saint-Nicolas-de-Redon ⥋ Place de l'Église - Saint-Perreux | PA des Bauches - Saint-Nicolas-de-Redon ⥋ Place de l'Église - Saint-Perreux | PA des Bauches - Saint-Nicolas-de-Redon ⥋ Place de l'Église - Saint-Perreux | PA des Bauches - Saint-Nicolas-de-Redon ⥋ Place de l'Église - Saint-Perreux |
| B     | Ouverture / Fermeture 1er septembre 2025 / —                                                                            | Longueur —                                                                  | Durée 34 min                                                                | Nb. d’arrêts 15                                                             | Matériel Standards                                                          | Jours de fonctionnement L, Ma, Me, J, V, S                                  | Jour / Soir / Nuit / Fêtes O / O / N / N                                    | Voy. / an —                                                                 | Exploitant —                                                                |
| B     | Desserte : - Ville et lieux desservis : Saint-Nicolas-de-Redon, Redon, Saint-Perreux - Gares desservies : Redon.        |                                                                             |                                                                             |                                                                             |                                                                             |                                                                             |                                                                             |                                                                             |                                                                             |
| B     | Autre : |                                                                             |                                                                             |                                                                             |                                                                             |                                                                             |                                                                             |                                                                             |                                                                             |
| B     | Dernière actualisation : —                                                                                              |                                                                             |                                                                             |                                                                             |                                                                             |                                                                             |                                                                             |                                                                             |                                                                             |
| C     | Gare SNCF ⥋ Gare SNCF                                                                                                   | Gare SNCF ⥋ Gare SNCF                                                       | Gare SNCF ⥋ Gare SNCF                                                       | Gare SNCF ⥋ Gare SNCF                                                       | Gare SNCF ⥋ Gare SNCF                                                       | Gare SNCF ⥋ Gare SNCF                                                       | Gare SNCF ⥋ Gare SNCF                                                       | Gare SNCF ⥋ Gare SNCF                                                       | Gare SNCF ⥋ Gare SNCF                                                       |
| C     | Ouverture / Fermeture 1er septembre 2025 / —                                                                            | Longueur —                                                                  | Durée 39 min                                                                | Nb. d’arrêts 23                                                             | Matériel Standards                                                          | Jours de fonctionnement L, Ma, Me, J, V, S                                  | Jour / Soir / Nuit / Fêtes O / O / N / N                                    | Voy. / an —                                                                 | Exploitant —                                                                |
| C     | Desserte : - Ville et lieux desservis : Redon. - Gares desservies : Redon.                                              |                                                                             |                                                                             |                                                                             |                                                                             |                                                                             |                                                                             |                                                                             |                                                                             |
| C     | Autre : |                                                                             |                                                                             |                                                                             |                                                                             |                                                                             |                                                                             |                                                                             |                                                                             |
| C     | Dernière actualisation : —                                                                                              |                                                                             |                                                                             |                                                                             |                                                                             |                                                                             |                                                                             |                                                                             |                                                                             |